# Pierre Vallaud
Pour les articles homonymes, voir Vallaud.
Pierre Vallaud, né le 7 août 1948, est un historien français.
Il est spécialiste de l'histoire contemporaine et plus particulièrement des guerres du XXe siècle.

## Biographie

### Jeunesse et études
Il est le père de Boris Vallaud, député français et époux de l'ex-ministre de l'Éducation nationale Najat Vallaud-Belkacem.

### Parcours professionnel
Pierre Vallaud a enseigné les relations internationales à l'université Saint-Joseph de Beyrouth, dont il a également dirigé le CERGES - Centre d'études et de recherche géostratégique. 
Il est aussi éditeur - il a été notamment directeur des éditions Le Sycomore, directeur d'Hachette Pluriel, directeur des éditions de la RMN - réunion des musées nationaux et directeur du Club histoire.

## Publications
- La Puissance économique, Atlas, Hachette, 1989
- Histoire du XXe siècle, Marabout, 1989
- Les Grandes Puissances, Marabout, 1990
- Atlas d'initiation économique, Hachette, 1990, avec Antoine Sfeir
- Atlas des guerres du XXe siècle, Hachette, 1990, (sous sa direction)
- Atlas culturel du XXe siècle, Hachette, 1991
- Histoire critique du XXe siècle, Hachette, 1993
- Le XXe siècle, Atlas historique, Hachette, 1996
- L’Exode, Perrin, 2000,
- La Seconde Guerre mondiale, tome I, II, III, IV et V, Acropole, 2002 et un tome, Acropole, 2011
- Les Français sous l'Occupation, Pygmalion, 2002
- Indochine française, 1856-1956, Perrin, 2003, avec Éric Deroo
- Diên Biên Phu, Tallandier 2003
- La Première Guerre mondiale, tome I et II, Fayard, 2004 et un tome, Acropole, 2011
- La Guerre d’Algérie, tome I et II, Acropole, 2005 et un tome, Acropole, 2012
- Les Guerres du XXe siècle, Acropole, 2008
- Atlas des guerres, Acropole, 2008
- Allemagne Troisième Reich, Histoire, encyclopédie, Perrin, 2008, poche 2013, avec Mathilde Aycard
- 1919-1939, Vingt ans de guerre, Acropole, 2009
- Atlas historique de la Méditerranée, Fayard, 2009, (sous sa direction)
- Atlas géostratégique du Proche et du Moyen-Orient, Perrin, 2010, avec Xavier Baron
- Les Dossiers de la guerre froide, tome I, II et III, Acropole, 2009 et 2010, avec Mathilde Aycard
- L’Étau, le siège de Leningrad, Fayard, 2011, poche 2013
- Chronologie des rois de France, Archipoche, 2011
- Atlas géostratégique de la Méditerranée contemporaine, L’Archipel, 2012
- Russie. Révolutions et stalinisme, L’Archipel, 2012, poche 2015, avec Mathilde Aycard
- La Guerre au XXe siècle, Perrin, 2014
- Hitler contre Berlin 1933-1945, Perrin 2015, avec Mathilde Aycard
- Le dernier Camp de la mort - la tragédie du Cap Arcona, Tallandier 2015, avec Mathilde Aycard
- Salò, l’agonie du fascisme,  Fayard 2018, avec Mathilde Aycard
- Stefan Zweig, l'impossible renoncement, Fayard 2022, avec Mathilde Aycard

Son séjour et sa connaissance du Liban lui permettent d'écrire :
- Le Liban au bout du fusil, Hachette, 1976
- Au Liban, Hachette, 1995
- Liban, guide bleu évasion, Hachette, 1999
- Le Liban, guide de voyage, Presse universitaire Saint-Joseph, 2008

Il s’intéresse aussi à la gastronomie ; il a écrit, avec l’historien Anthony Rowley ou le critique gastronomique Jean-Luc Petitrenaud :
- Atlas historique de la gastronomie française, Hachette, 1997, avec Anthony Rowley,
- Promenades gourmandes en France, Hachette, 1998 et 2004, avec Jean-Luc Petitrenaud.